# Гальган
Гальга́н (фр. Galgan, окс. Galganh) — коммуна во Франции, находится в регионе Окситания. Департамент — Аверон. Входит в состав кантона Монбазан. Округ коммуны — Вильфранш-де-Руэрг.
Код INSEE коммуны — 12108.
Коммуна расположена приблизительно в 490 км к югу от Парижа, в 120 км северо-восточнее Тулузы, в 36 км к северо-западу от Родеза.

## Население
Население коммуны на 2008 год составляло 349 человек.
| 1962 | 1968 | 1975 | 1982 | 1990 | 1999 | 2008 |
| ---- | ---- | ---- | ---- | ---- | ---- | ---- |
| 504  | 505  | 454  | 417  | 357  | 324  | 349  |

## Экономика

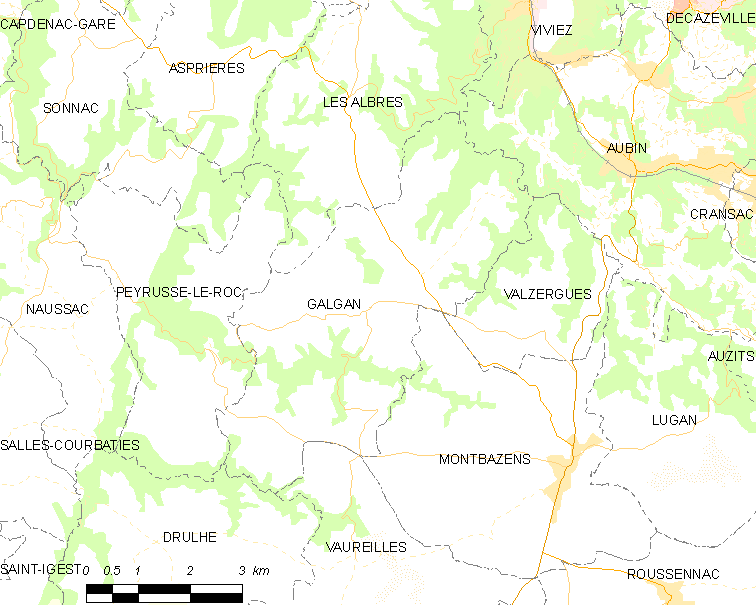
Карта коммуны

В 2007 году среди 192 человек в трудоспособном возрасте (15—64 лет) 145 были экономически активными, 47 — неактивными (показатель активности — 75,5 %, в 1999 году было 70,7 %). Из 145 активных работали 139 человек (80 мужчин и 59 женщин), безработных было 6 (1 мужчина и 5 женщин). Среди 47 неактивных 15 человек были учениками или студентами, 18 — пенсионерами, 14 были неактивными по другим причинам.